# The Fairy Feller’s Master-Stroke
The Fairy Feller’s Master Stroke (Der meisterhafte Schlag des Elfenholzfällers oder Der Meisterhieb des Feenholzfällers) ist ein Gemälde von Richard Dadd. Es gilt als eines seiner bedeutendsten Werke. Das Gemälde befindet sich in der Tate Gallery in London.

## Entstehung
Dadd benötigte für die Erstellung des Gemäldes, eines seiner bedeutendsten Werke, neun Jahre. Das Gemälde entstand zwischen 1855 und 1864. Der Künstler befand sich zu dieser Zeit im Bethlem Royal Hospital, weil er seinen Vater im Wahn ermordet hatte. In Auftrag gegeben wurde es von George Henry Hayden, der damals Verwalter im Bethlem Royal Hospital war.
Dadd arbeitete mit mikroskopischer Genauigkeit und einer Schichtentechnik, so dass das Gemälde 3D-Effekte zu haben scheint. Das Gemälde ist nur 54 × 39,5 cm groß.
Um das Gemälde in einen fiktiven Kontext zu bringen, schrieb Dadd ein Gedicht mit dem Titel Elimination of a Picture & Its Subject. In dem Gedicht wird jeder dargestellten Person ein Name und ein Hintergrund gegeben, wobei Anspielungen auf William Shakespeares Romeo und Julia und alte englische Volkssagen und Märchen miteinander verwoben werden.

## Beschreibung des Gemäldes

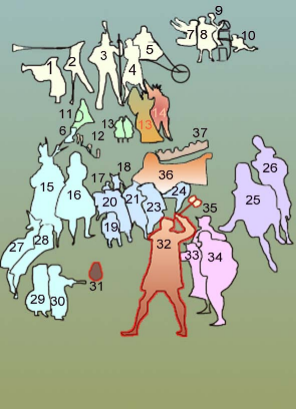
Einige Figuren aus Dadds Gemälde

Der Maler stellt eine Szene aus der Feen- und Elfenwelt dar, die an die Stücke Romeo and Juliet und A Midsummer Night’s Dream von William Shakespeare angelehnt ist.
In Romeo and Juliet erzählt Mercutio von seinem Traum:

“O, then I see Queen Mab hath been with you.

She is the fairies’ midwife, and she comes

In shape no bigger than an agate stone

On the forefinger of an alderman,

[…]

Her chariot is an empty hazelnut,

Made by the joiner squirrel or old grub,

Time out o’ mind the fairies’ coachmakers.

And in this state she ’gallops night by night

Through lovers’ brains, and then they dream of love …”

Daran lehnt sich die Szenerie des Gemäldes an:
Die Feenwelt hat sich versammelt, um dem Holzfäller (32) dabei zuzusehen, wie er eine Haselnuss (31) spaltet, aus der für die Fee Queen Mab (12) eine Kutsche gemacht werden soll. Er hebt gerade die Axt zu seinem Meisterschlag.
Weitere Personen im Bild sind:
13. Die Elfenkönigin Titania
14. Der Elfenkönig Oberon

## Vom Gemälde inspirierte Werke
Freddie Mercury von der Rockgruppe Queen komponierte, inspiriert von diesem Werk, einen gleichnamigen Rocksong. Er ist auf dem 1974 erschienenen Album Queen II enthalten.
Auch der Autor Terry Pratchett greift das Bild in seinem Roman Kleine freie Männer auf und lässt die Hauptfigur Tiffany in Kapitel 11 das Bild betreten. Er schreibt im Nachwort über das Bild: „Es wirkt sehr sonderbar – es scheint Sommerwärme auszustrahlen“.
Das mit dem Bild gleichnamige Werk des Autors Marc Chadbourn erschien am 30. Juni 2002 beim Verlag PS Publishing in England.